# Між двох вогнів. Чому ми досі обираємо між роботою та сім'єю
Між двох вогнів. Чому ми досі обираємо між роботою та сім'єю (англ. Unfinished Business: Women Men Work Family by Anne-Marie Slaughter) - книга Анни-Марі Слотер, діючого президента та СЕО організації New America Foundation [Архівовано 1 жовтня 2018 у Wayback Machine.]. Вперше опублікована 3 листопада 2015 року. 

## Огляд книги
Коли Анна-Марі Слотер в 2009 році отримала роботу своєї мрії в якості першої жінки-директора держдепартаменту США з питань планування політики, вона була впевнена, що їй легко вдасться збалансувати робочі потреби у Вашингтоні та сімейні справи в Нью Джерсі. Чоловік та двоє синів підтримували її в досягненні кар‘єрних цілей; більше того, вона заручилась підтримкою свого керівника - держсекретаря Гіларі Клінтон. Ще навчаючись в школі права, Анна-Марі впевнено почала рухатись кар‘єрними сходинками. Та згодом життя змінилось і батьківство змусило її полишити роботу та повернутись до академічної діяльності, що дозволяло більше часу присвятити сім‘ї. 
Книга “Між двох вогнів” базується на статті Слотер “Чому жінки не можуть досягти всього”, опублікованій в The Atlantic, що спровокувала бурю емоцій та інтенсивних дебатів. 
З того часу Анна-Марі здійснила прорив, звільнившись від давніх стереотипів стосовно взаємозв`язку роботи, сім‘ї та життя. Тепер у свіжих та прямолінійних поглядах Слотер чутно бачення автора стосовно гендерної рівності між чоловіками та жінками. Вона відшукує відсутній шматочок головоломки, пропонуючи новий підхід, який може об‘єднати всіх жінок та створити єдиний заклик згідно з яким чоловіки та жінки матимуть змогу розвиватись та процвітати на рівних. 
Як зауважила Гіларі Клінтон: «Я впевнена, що погляди Анни-Марі наповнять вас надією та оптимізмом, що ми в силі змінити політику, яка надасть чоловікам та жінкам рівні умови для участі в сім‘ї та водночас реалізації власних талантів в професійній діяльності». 
Автор описує в книзі свій досвід матері та держслужбовця, звертається до власної історії життя, особистих планів та дій, змальовуючи гармонійну картину майбутнього, де кожен з нас зможе нарешті довести до кінця справу рівності чоловіків та жінок в питаннях кар`єри та сім`ї.  [Архівовано 8 липня 2018 у Wayback Machine.]

## Переклад укр.
- Слотер,Анна-Марі. Між двох вогнів. Чому ми досі обираємо між роботою та сім'єю / пер.Вікторія Рудич. К.: Наш формат, 2018 - с.324. - ISBN 978-617-7513-93-2